# Anthony Jullien
Anthony Jullien (Givors, 5 de marzo de 1998) es un ciclista francés que compitió con el equipo AG2R Citroën Team y se encuentra retirado.

## Biografía
Primero futbolista, Anthony Jullien comenzó a andar en bicicleta en UCA Pélussin.
Se convirtió en profesional en 2021 con el equipo UCI WorldTeam AG2R Citroën Team.

## Palmarés
No consiguió ninguna victoria profesional.

## Equipos
- AG2R La Mondiale (stagiaire) (08.2019-12.2019)
- AG2R La Mondiale (stagiaire) (08.2020-12.2020)
- AG2R Citroën Team (2021-2022)